# Carex hultenii
Carex hultenii är en halvgräsart som beskrevs av Erik Asplund. Carex hultenii ingår i släktet starrar, och familjen halvgräs. Inga underarter finns listade i Catalogue of Life.